# Zhongjianosaurus yangi
Zhongjianosaurus yangi es la única especie conocida del género extinto Zhongjianosaurus de dinosaurio terópodo dromeosáurido que vivió desde principios a mediados del período Cretácico entre 125 a 121 desde el Barremiense al Aptiense, en lo que es hoy Asia. El fósil procede de la Formación Yixian, específicamente en la Biota de Jehol, en China. Es uno de los dinosaurios no avianos más pequeños que se hayan descubierto.

## Descripción

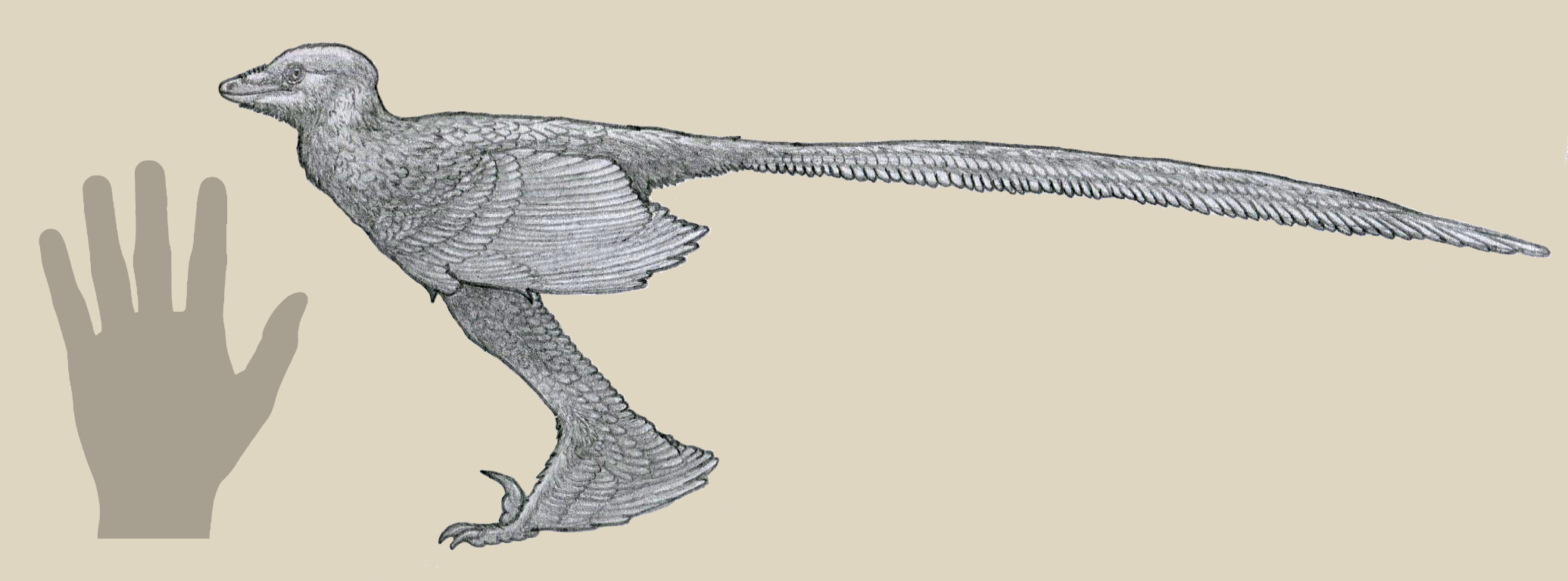
Reconstrucción en vida de Zhongjianosaurus yangi basado en el holotipo. Tom Parker, 2017.

Zhongjianosaurus se distingue de otros microraptorinos por varias apomorfias. Los procesos uncinados osificados proporcionalmente largos están fusionados con las costillas dorsales. Una fúrcula ampliamente arqueada está presente con ramas claviculares delgadas y curvadas posteriormente. El extremo proximal del [húmero]] está fuertemente desplazado medialmente desde el eje de ese hueso. La tuberosidad interna del extremo proximal humeral es corta. Una gran fenestra perfora la cresta deltopectoral humeral. El cóndilo cubital humeral está hipertrofiado. El cúbito es ligeramente más largo que el húmero. El proceso del olécranon cubital tiene un margen posterior pellizcado mediolateralmente. El extremo distal cubital se dobla anteriormente y se expande fuertemente lateralmente. El extremo proximal del metacarpiano II tiene una fuerte extensión ventrolateral. El metacarpiano III está arqueado lateralmente y adornado con un surco ventral longitudinal. La falange II-2 no tiene un labio proximodorsal y carece de un fuerte arco dorsal. La cabeza femoral es robusta y más baja que la cresta trocantérica. El cóndilo medial del extremo distal del tibiotarso tiene una extensión distal prominente. El pie muestra la condición arctometatarsiana. El metatarsiano II no tiene ginglimo en su extremo distal. Los autores identifican los dedos de la mano maniraptorana como el segundo, tercero y cuarto,  mientras que la mayoría de los investigadores los ven como el primero, segundo y tercero, de modo que el "metacarpiano II" se convertiría en el metacarpiano I, etc.
La cola articulada tiene extensiones alargadas en forma de varilla de las prezigafófisis y cheurones característicos de la mayoría de los dromeosáuridos, y estos llegan casi hasta las caudales más anteriores. El esternón es grande, con una longitud anteroposterior máxima del 56% de la longitud femoral y es largo axialmente en proporción. La fusión ósea en la escápula, las vértebras, la coracoides y los tarsos sugiere que el espécimen es un adulto maduro que pesa 0,31 kg , lo que lo convierte en uno de los terópodos no aviares más pequeños descubiertos hasta ahora.

## Descubrimiento e investigación
Zhongjianosaurus fue reportado por primera vez en 2009 cuando se recuperó una nueva especie basada en una muestra constituida por un esqueleto articular postcraneal parcial de los depósitos lacustres en Sihedang, Lingyuan, en el oeste de la provincia de Liaoning. Fue descrito por Xu Xing y Qin Zi-Chuan. El género y el nombre de la especie son en honor de Yang Zhongjian, el fundador de la paleontología de vertebrados en China. El espécimen holotipo, etiquetado como IVPP V 22775, se encuentra actualmente en el Instituto de Paleontología de Vertebrados y Paleoantropología en Pekín.
Los restos del espécimen conservan las cuatro vértebras cervicales más posteriores (probablemente 7-10 en lo que respecta a la colocación). Se conocen siete vértebras dorsales, mientras que ocho costillas dorsales se conocen desde el lado izquierdo de la muestra en comparación con las cinco conservadas para el lado derecho. Cinco procesos uncinados a la izquierda están bien preservados. La serie caudal de vértebras está representada por 26 vértebras caudales articuladas, probablemente faltando sólo las primeras vértebras caudales, probablemente haciendo un recuento completo de 27 vértebras caudales en la cola. La cola articulada tiene extensiones alargadas en forma de varilla y cheurones característicos de la mayoría de los dromeosáuridos, y éstas alcanzan casi los caudales más anteriores. El esternón está representado por lo que probablemente es la placa del esternón izquierdo. Es grande, con una longitud anteroposterior máxima del 56 por ciento de la longitud femoral y es axialmente larga en proporción. Se conservan cinco costillas esternales izquierdas, más de lo que se observa en los géneros relacionados Microraptor y Sinornithosaurus. La fúrcula se conserva también, al igual que las escápulas y los coracoides, que se fusionan. Los miembros anteriores de Zhongjianosaurus están representados por el húmero, el cúbito izquierdo, el radio izquierdo y una mano izquierda parcial. Mientras tanto, los miembros posteriores del espécimen están representados por ambos fémures, ambos tibiotarsos, y porciones de ambos pies.

## Clasificación
Estudios por Xu y Qin sitúan a Zhongjianosaurus en la familia Dromaeosauridae, y específicamente en el clado Microraptoria basándose en sus sinapomorfias y en los análisis cladísticos. gunos estudios ofrecen una posición alternativa como avialano.

## Paleobiología
El descubrimiento de Zhongjianosaurus en la Formación Yixian, además de otros ocho dromeosáuridos sugiere que había una cantidad suficiente de nicho de partición. El tamaño variable de los diferentes dromeosáuridos probablemente indica que se centraron en diferentes tipos de presas y que muchos eran específicos acerca de qué tipo de presa consumían. La división de nichos también puede haber sido ayudada por la diferenciación en las preferencias de hábitat. Sin embargo, una comprensión completa de la diferenciación de nicho de los dromeosáuridos de Jehol probablemente requerirá un conjunto de datos completo de la distribución espacial-temporal de los muchos fósiles de los dromeosáuridos y una mejor comprensión de su ecología antes de que tales conclusiones puedan ser completamente establecidas.